# Bacteri fibrolític
Els bacteris fibrolítics constitueixen un grup de microorganismes amb la capacitat de degradar els polisacàrids estructurals de les plantes, presents en forma de fibres compactes sobretot a les parets cel·lulars vegetals i compostes principalment per cel·lulosa i hemicel·lulosa. Poden dur a terme aquest procés de degradació gràcies a enzims cel·lulolítics i hemicel·lulolítics. Aquests enzims, classificats en el grup de les cel·lulases, són capaços d'hidrolitzar els enllaços β (1,4) dels polisacàrids dels vegetals, essent uns dels més destacats la cel·lulasa i l'hemicel·lulasa (també coneguda com a xilanasa).

## Metabolisme
Els bacteris fibrolítics utilitzen la glucòlisi i el cicle de les pentoses fosfat com a rutes metabòliques principals que degraden els carbohidrats a piruvat per a l'obtenció d'energia i font de carboni. Utilitzen com a principal i pràcticament única font de nitrogen l'amoníac i necessiten diverses vitamines B per a la seva proliferació. Pel que fa a les seves característiques quant a respiració, la major part dels representants són anaerobis. Sovint depenen d'altres microorganismes per aconseguir aquests nutrients. El seu ritme de creixement, tot i que es considera lent, pot veure's afavorit per la disponibilitat d'àcids grassos de cadena ramificada (isobutíric i isovalèric) obtinguts normalment com a subproducte de la fermentació d'aminoàcids d'altres microorganismes de l'entorn.

## Comunitats cel·lulolítiques
Els bacteris fibrolítics es classifiquen principalment dins dels grups de Bacteroidetes i Firmicutes incloent diverses espècies bacterianes que presenten diferents característiques morfològiques i fisiològiques.
| Gram -                   | Gram +                     |
| ------------------------ | -------------------------- |
| Bacteriodes ruminicola   | Butyrivibrio fibrisolvens  |
| Bacteriodes succinogenes | Eubacterium cellulosolvens |
| Fibrobacter succinogenes | Eubacterium ruminantiu     |
| Prevotella ruminicola    | Ruminococcus albus         |
|                          | Ruminococcus sp.           |
|                          | Ruminococcus flavefaciens  |

Normalment són espècies comensals que han establert una relació simbiòtica amb diferents espècies d'insectes i mamífers constituint un dels components principals del seu aparell digestiu. De fet, en herbívors cada mil·lilitre de contingut del rumen pot arribar a contenir entre 10.000 a 50.000 milions de bacteris d'una gran varietat de gèneres i espècies.
La microbiota de la seva cavitat gastrointestinal constitueix una font important d'informació per anàlisis genòmics, ja que l'estudi i comprensió dels processos de degradació del material fibrolític poden aportar noves eines biotecnològiques per a la conversió d'aquests polisacàrids, incloent la biomassa lignocel·lulolítica, a monosacàrids.

## Descobriment de gens i de bacteris fibrolítics
Probablement la comunitat fibrolítica més coneguda és la del rumen dels remugants, això no obstant, hi ha molts altres organismes capaços de degradar fibres vegetals, des d'insectes a mol·luscs. Tots ells ho fan gràcies a l'activitat de comunitats bacterianes que hi viuen en simbiosi. Una de les maneres de millorar els processos de transformació de fibres vegetals i les seves aplicacions és l'ús d'enzims o comunitats bacterianes especialitzades i eficients.
Per tal de descobrir els gens i genomes dels bacteris fibolítics es duen a terme diferents procediments experimentals. Una de les metodologies que es pot seguir en el cas de bacteris fibrolítics a les cavitats gastrointestinal dels herbívors és la següent: es cultiven les comunitats en l'interior del rumen d'una vaca introduint una bossa de niló, a l'interior de la qual es posa un farratge amb un alt contingut en cel·lulosa (per exemple, Panicum virgatum).
Es fa quirúrgicament un orifici en el llom, de manera que el rumen queda accessible des de l'exterior mitjançant un tap que evita el tancament de la fístula. Es mira que la bossa de niló quedi ben introduïda en el rumen i s'incuba durant un període de 72 hores. Durant la digestió es poden arribar a obtenir reduccions de fins al 72% de la matèria seca del farratge degut a l'activitat dels microorganismes que degraden específicament la cel·lulosa i l'hemicel·lulosa.
És important separar els microorganismes adherits a les fibres vegetals i no els que estan en suspensió al fluid rumial. Després, per saber quines són les comunitats microbianes que contenen els enzims degradadors de la cel·lulosa es porten a terme diferents experiments que permeten la seva obtenció.
Hi ha altres éssers vius que viuen en relació simbiòtica amb bacteris, com és el cas dels tèrmits. Un exemple mutualista en què un protozou flagel·lat viu a l'interior d'aquests insectes i sobreviu amb una dieta de carbohidrats, adquirits com a cel·lulosa quan l'hoste ingereix la fusta. Els protozous alliberen acetat com a metabòlit de la digestió de la cel·lulosa i l'hoste sintetitza cel·lulases per a catalitzar la hidròlisi de la cel·lulosa. Aquest és un altre exemple de degradació de cel·lulosa.

### Anàlisi de l'especificitat de la comunitat fibrolítica
Per analitzar l'especificitat de la comunitat de la mostra que volem estudiar es compara la diversitat de seqüències d'ARN ribosòmic de la mostra amb la d'una mostra de referència utilitzant les tècniques de ssRNA.
Per fer-ho, en primer lloc s'han de separar els bacteris d'altres microorganismes o de les cèl·lules del simbiont. Un cop es disposa de la suspensió bacteriana es procedeix a fer una extracció d'ADN. Amb l'ADN purificat es poden amplificar els gens de la subunitat petita del ribosoma utilitzant la tècnica de la PCR en emulsió per, posteriorment, seqüenciar els fragments amplificats amb la tècnica de piroseqüenciació. Un cop es disposa de les seqüències cal comparar-les i agrupar-les segons el grau de semblança. D'aquesta manera es poden definir les unitats taxonòmiques operacionals (UTOS) que són grups de seqüències que pertanyen a individus molt propers filogenèticament. Comparant les UTOS de les dues mostres podrem avaluar la diferència entre les dues comunitats microbianes

### Seqüenciació del genoma
Per tal d'obtenir les seqüències dels gens lignocel·lulítics es fa un estudi metagenòmic en profunditat. Primer es construeixen les llibreries a partir de l'ADN genòmic de la mostra per a una posterior comparació amb les bases de dades i la seqüenciació final de l'estudi.

### Identificació dels gens carbohidrats actius
La identificació dels gens que codifiquen per proteïnes que tenen activitat fibrolítica es fa en dues etapes. En una primera fase es fa una anàlisi bioinformàtica on es comparen les seqüències obtingudes en l'anàlisi metagenòmica amb les seqüències dels gens de proteïnes fibrolítiques conegudes (per exemple les que hi ha a la base de dades d'enzims carbohidrats actius (CAZy). En aquesta primera fase s'aconsegueix reduir molt el nombre de gens que passaran a la fase següent que és de caràcter experimental. En la segona fase, es construeix una llibreria d'expressió de proteïnes: s'introdueixen els vectors d'expressió a E. coli i es fan créixer colònies bacterianes que produiran les proteïnes suposadament fibrolítiques. Finalment es procedeix a fer un assaig de la seva activitat bioquímica sobre diferents substrats.

### Identificació dels microorganismes
Per identificar a quins microorganismes pertanyen els gens dels enzims degradadors i comprovar si s'ha realitzat un muntatge correcte dels genomes es parteix de les dades metagenòmiques per a fer una reconstrucció bioinformàtica dels genomes de la mostra. Després es fa una estimació de la integritat dels genomes identificats i se'n determina l'ordre filogenètic més probable, comparant-lo amb el pangenoma de diferents espècies. Si la comprovació de l'assemblament és acceptable, es pot dur a terme una procés de separació dels bacteris de la mostra per citometria de flux.
L'ús d'anticossos específics marcats amb fluorocroms permet anar separant les poblacions de cèl·lules d'una mostra que pertanyen a un mateix grup filogenètic en el que s'anomena classificació per activació cel·lular amb fluorescència. Un cop separats els bacteris de les diferents espècies d'interès se'n seqüència el genoma i es comprova que contenen els gens fibrolítics que l'anàlisi metagenòmica i bioinformàtica ha predit.

## Aplicacions
A principis dels anys 1980 es van començar a utilitzar els enzims purificats produïts pels bacteris fibrolítics en l'àmbit de l'alimentació animal com a suplement en les seves dietes que els permetien obtenir més energia del farratge del qual s'alimentaven, gràcies a la millora de la digestió parcial de materials lignocel·lulítics. Seguit van prendre importància en la indústria alimentària, per a la filtració de sucs de fruites i verdures, extracció d'olis comestibles, en la panificació, etc. Més endavant, van anar estenent-se les seves aplicacions: en el camp de la indústria tèxtil i de la bugaderia es feien servir per destenyir el blau intens i donar una aparença de destenyit, fet que va permetre substituir la pedra tosca i així disminuir el dany produït a les teles, i incrementar la producció de peces de roba texanes.
En la indústria química, aquests enzims han permès el desenvolupament de nous detergents de neteja; en la indústria del paper hi tenen un pes molt important en el procés de blanqueig, evitant la toxicitat que els altres mètodes produïen i sent més econòmic; i en l'àmbit de la investigació biotecnològica, l'ús dels dominis dels enzims fibrolítics d'unió a la cel·lulosa permet facilitar la purificació de proteïnes recombinants.

### Aplicacions energètiques
Els bacteris fibrolítics tenen un pes molt important en l'obtenció d'energies renovables mitjançant la degradació de biomassa. Per tal d'obtenir aquests organismes amb seqüències d'acció catalítica cap als carbohidrats s'ha hagut de fer front a què molts d'aquests eren VBNC (viables però no cultivables).
Un dels objectius de la biotecnologia és la producció de biocombustibles per tal de reduir la contaminació, ja que la degradació de la biomassa mitjançant els bacteris fibrolítics no emet una producció neta de diòxid de carboni. Aquest gas emès mitjançant la combustió del material cel·lulòsic serà reutilitzat en el creixement dels vegetals i, per tant, no provoca un impacte mediambiental tan perjudicial.
Una de les aplicacions energètiques dels bacteris fibrolítics és el transport, on hi ha diverses investigacions implicades la majoria d'aquestes basades en la metagenòmica, amb la qual mitjançant l'anàlisi directe de mostres ambientals es poden descobrir enzims a la natura amb la capacitat de degradar la cel·lulosa de manera eficient.

### Obtenció dels enzims (enzims vs. comunitats bacterianes)
La producció d'enzims per a l'ús industrial té l'origen a Dinamarca i Japó, a finals del segle xix. Els enzims són productes cel·lulars que es poden obtenir a partir de teixits animals o vegetals, o mitjançant l'activitat biològica de microorganismes seleccionats, que s'utilitzen en diferents processos biològics per l'obtenció de fàrmacs, cosmètics, i altres substàncies d'interès per a la societat.
Per poder treballar directament amb enzims, primerament cal obtenir-los en gran quantitat i a continuació purificar-los, això fa que els procés sigui més llarg i costós. Per altra banda, treballant amb les comunitats microbianes s'estalvien els passos anteriors, cosa que fa que s'abarateixi el cost i s'optimitzi el temps.